# Xevious
Xevious è un videogioco arcade prodotto da Namco, progettato da Masanobu Endō, e pubblicato nel 1982 (in Occidente fu distribuito da Atari). Il gioco utilizza la piattaforma hardware Namco Galaga. Fu uno dei primi giochi sparatutto a scorrimento verticale, e influenzò i giochi successivi del genere. La grafica era rivoluzionaria, con sprite renderizzati e dettagliati anche grazie all'uso accurato di colori, ombre e della tecnica del palette shifting. È possibile che Xevious sia stato anche il primo videogioco arcade ad avere un proprio spot televisivo.

## Modalità di gioco
Il giocatore utilizza un joystick a otto direzioni per pilotare un'astronave da combattimento chiamata Solvalou, sopra un ambiente terrestre a scorrimento costante verso l'alto. Due tasti consentono di fare fuoco con un laser di prua e sganciare bombe per colpire gli obiettivi di terra o di mare. Le bombe si possono centrare sul bersaglio grazie a un mirino posto più avanti del muso dell'astronave, a distanza fissa.
I nemici sono macchinari alieni, solitamente con forme geometriche e di colore grigio.
Contro la Solvalou fanno fuoco astronavi nemiche di diversi tipi, letali anche in caso di scontro, e difese contraeree sia mobili che stanziali. In alcune aree compaiono gigantesche astronavi-madre ottagonali, chiamate Andor-Genesis, che il giocatore può eliminare solo colpendole ripetutamente con le bombe nel loro nucleo centrale, denominato Bragza; costituiscono l'unico caso di velivoli vulnerabili alle bombe.
Tra i nemici ci sono anche specchi volanti e rotanti, chiamati Bacula, che attraversano lo schermo e si possono soltanto evitare in quanto indistruttibili; e cupole sotterranee invisibili (le "Sol Citadels"), che si possono individuare solo perché il mirino cambia colore quando le rileva.
A differenza di altri arcade classici, Xevious non ha veri e propri livelli distinti; il movimento della Solvalou attraversa, senza interruzioni, 16 aree, dopodiché il gioco ricomincia dall'area 7 e così all'infinito. 
Il territorio sorvolato è costituito perlopiù da foresta e prato, con strade, aeroporti e qualche superficie acquatica. A un certo punto nel gioco, la Solvalou sorvola le linee di Nazca.
Le vite che inizialmente il giocatore ha a disposizione sono tre, senza punti ferita. Nel gioco si trovano nascoste alcune bandierine, che fuoriescono se il giocatore vi spara sopra con le bombe: ogni bandierina raccolta fornisce una vita supplementare. Altre vite extra vengono guadagnate al raggiungimento di determinati punteggi.

## Colonna sonora
La musica su arcade porta la firma della compositrice Yuriko Keino.

## Accoglienza
Xevious fu distribuito in tutto il mondo. In Giappone divenne un vero e proprio oggetto di culto. I musicisti Haruomi Hosono e Keisuke Kuwata resero omaggio al gioco, in particolare Hosono produsse un album di musica tratta dai videogiochi Namco, in cui Xevious era il pezzo centrale. Nel booklet di un successivo singolo, Hosono incluse un racconto di fantascienza ambientato nel mondo di Xevious.
All'originale si sono ispirati molti seguiti, remake e spin off, nessuno dei quali ha ottenuto un successo paragonabile all'originale:
- Super Xevious (1984) è praticamente lo stesso gioco, ma con difficoltà maggiore.
- Grobda (1984) è uno spinoff basato su un personaggio nemico a forma di carro armato.
- Xevious: Fardraut Saga (1988) è un aggiornamento di Xevious per MSX2.
- Xevious: Fardraut Densetsu (1988) è un aggiornamento di Xevious per PC Engine e seguito di Xevious Fardraut Saga, il primo ad avere molti più boss aggiunti.
- Solvalou (1991) presenta l'azione di Xevious vista dal pilota della nave.
- Xevious 3D/G (1995) è un aggiornamento dell'originale con la grafica tridimensionale.
- Xevious Arrangement (1995) fu incluso nella raccolta Namco Classics Collection Volume 1 insieme a Xevious e Super Xevious; ha grafica e colonna sonora migliorata e una mappa più ampia.
- Xevious Resurrection (2009) è un seguito e remake per la PS3 dove tutto è stato modificato e reso tridimensionale. È incluso in Namco Museum Essentials.
- 3D Classics Xevious (2011) è un remake del classico Xevious per il Nintendo 3DS (scaricabile dal Nintendo eShop) con la grafica e la musica originale ma compatibile con il 3D.

Il gioco originale appare in diverse raccolte Namco Museum.
È inoltre incluso in Ridge Racer 7 come mini-gioco all'avvio della partita o selezionabile dai menu di gioco.